# Bonamia sulphurea
Bonamia sulphurea là một loài thực vật có hoa trong họ Bìm bìm. Loài này được (Brandegee) Myint & D.B. Ward mô tả khoa học đầu tiên năm 1968.